# Besur, Sagar
Besur là một làng thuộc tehsil Sagar, huyện Shimoga, bang Karnataka, Ấn Độ.